# Зелений Дол (Гусь-Хрустальний район)
Зелений Дол (рос. Зелёный Дол) — селище у Гусь-Хрустальному районі Владимирської області Російської Федерації.
Входить до складу муніципального утворення Муніципальне утворення «Селище Мезиновський». Населення становить 40 осіб (2010).

## Історія
Населений пункт розташований на землях фіно-угорського народу мещери.
Від 1929 року належить до Гусь-Хрустального району. Спочатку у складі Івановської промислової області, а від 19 серпня 1944 року — Владимирської області.
Згідно із законом від 25 травня 2005 року входить до складу муніципального утворення Муніципальне утворення «Селище Мезиновський».

## Населення
| 1926 | 2010 |
| ---- | ---- |
| 48   | ↘40  |